# Pseudopoda chauki
Pseudopoda chauki là một loài nhện trong họ Sparassidae.
Loài này thuộc chi Pseudopoda. Pseudopoda chauki được Peter Jäger miêu tả năm 2001.